# Björnkänguru
Björnkänguru eller svart trädkänguru (Dendrolagus ursinus) är en pungdjursart som först beskrevs av Coenraad Jacob Temminck 1836. Dendrolagus ursinus ingår i släktet trädkänguruer, och familjen kängurudjur. IUCN kategoriserar arten globalt som sårbar. Inga underarter finns listade.

## Utseende
Arten blir 50 till 82 cm lång (huvud och bål), har en 41 till 94 cm lång svans och väger cirka 8 kg. Som enda medlem i släktet trädkänguruer har Dendrolagus ursinus tofsar på de stora öronen. På ryggen och kroppens sidor förekommer svartaktig päls och undersidans päls har samma färg som kafé. Fram mot ansiktet blir pälsen mer brunaktig. Ett vitaktigt skägg sträcker sig över kinderna och strupen. Nära öronen kan skägget ha en röd skugga. På djurets nacke är pälsen tjockare med hår som växer i en spiral. Den annars mörka svansen har en vit spets. Med hjälp av svansen håller björnkängurun balansen.

## Utbredning
Björnkänguru lever på västra Nya Guinea (främst Fågelhuvudhalvön) i bergstrakter som är 1 000 till 2 500 meter höga. Regionen är huvudsakligen täckt av tropiska regnskogar. Tidigare fanns arten även i låglandet men där blev den utrotad.

## Ekologi
Liksom andra släktmedlemmar är björnkängurun aktiv på natten. Antagligen lever vuxna exemplar ensam när honan inte är brunstig. Enligt lokalbefolkningens berättelser äter djuret främst frukter som kompletteras med några blad. Andra trädgänguruer föredrar däremot blad som föda. Björnkängurun klättrar främst i träd och den har mindre bra förmåga att hoppa på marken. Fortplantningssättet antas vara lika som hos andra släktmedlemmar.